# Robert Weir (homme politique)
Pour les articles homonymes, voir Robert Weir et Weir.
Robert Weir (5 décembre 1882-7 mars 1939) est un homme politique canadien de la Saskatchewan. Il est député fédéral conservateur de la circonscription saskatchewanaise de Melfort de 1930 à 1935. Il est ministre dans le cabinet du premier ministre Richard Bedford Bennett.

## Biographie
Né à Wingham en Ontario, Weir est enseignant de formation. Après avoir travaillé quelques années en Ontario, il part s'installer à Regina en Saskatchewan où il exerce les fonctions d'enseignant, d'actuaire, d'inspecteur scolaire, d'agriculteur et d'éleveur. Il combat lors de la Première Guerre mondiale et est blessé lors de la troisième bataille d'Ypres.

### Carrière politique
Élu lors de l'élection de 1930, il entre au cabinet de R. B. Bennett au poste de ministre de l'Agriculture. Durant son mandat, il doit faire face à la Dust Bowl (tempête de poussière), ainsi que les conséquences de la Grande dépression sur les agriculteurs qui font face à une chute abrupte du prix du blé.
Sous son mandat, des chercheurs tentent d'enseigner aux fermiers des méthodes afin d'éviter l'érosion du sol afin de prévenir les causes ayant conduites au Dust Bowl, ainsi qu'initier une campagne de lutte contre les sauterelles en 1933 dont l'invasion à mené à la destruction de plusieurs récoltes.
Il tente de faire adopte la National Products Marketing Act avec lequel il prévoit établir un office national de commercialisation, mais la loi est déclarée inconstitutionnelle en 1934.
Weir fait adopter le Prairie Farm Rehabilitation Administration Act en avril 1935. Avec cette loi, les agriculteurs obtiennent des sommes afin d'améliorer leurs pratiques, d'établir des installations de rétention d'eau et d'adopter de nouvelles méthodes d'utilisation des sols. Il réforme également la recherche scientifique dans le Département d'Agriculture et association avec le Conseil national de recherches Canada.